# 西崎村
西崎村（にしざきむら）は、かつて愛知県幡豆郡にあった村である。
現在の西尾市の一部（中根町・刈宿町・巨海町）に該当する。

## 歴史
- 1889年（明治22年）10月1日 - 中根村、刈宿村、巨海村が合併し、西崎村が発足。
- 1906年（明治39年）5月1日 - 寺津村と合併し、寺津村が発足。同日西崎村は廃止。

## 教育
- 西崎尋常小学校（現・西尾市立寺津小学校の前身校のひとつ）